# Boechera harrisonii
Boechera harrisonii är en korsblommig växtart som först beskrevs av Stanley Larson Welsh, och fick sitt nu gällande namn av Windham och Al-shehbaz. Boechera harrisonii ingår i släktet indiantravar, och familjen korsblommiga växter. Inga underarter finns listade i Catalogue of Life.